# Waw an Namus
Waw an Namus (en árabe: واو الناموس ; que significa Oasis de los Mosquitos ) es un cono, caldera y campo volcánico situado en el sur de Fezán, Libia. Está próximo del centro geográfico del desierto del Sáhara.
El interior de la caldera contiene un oasis de vegetación diversa y tres lagos salados pequeños de color variable, que son la razón para el nombre del volcán.
Se trata de campo volcánico de basalto oscuro que se extiende entre diez y veinte kilómetros alrededor de una caldera. El enorme tamaño de este campo oscuro permite que sea fácilmente visible desde el espacio.